# Heinrich Worst
Heinrich Worst (* 2. Juli 1913; † unbekannt) war ein deutscher Fußballspieler.

## Karriere
Worst begann 16-jährig beim Tuspo Fürth mit dem Fußballspielen und wechselte zur Saison 1932/33 zum FSV Nürnberg.
Von 1933 bis 1939 spielte er – der SpVgg Fürth angehörig – in der Gauliga Bayern, in einer von zunächst 16, später auf 23 aufgestockten Gauligen zur Zeit des Nationalsozialismus als einheitlich höchste Spielklasse im Deutschen Reich. Während seiner Vereinszugehörigkeit bestritt er 71 Punktspiele, in denen er 20 Tore erzielte. Mit lediglich zwei Punktspielen – den wenigsten in einer Saison für die SpVgg Fürth – trug er zum Gaumeistertitel am Saisonende 1934/35 bei; drei Punkte vor dem Vorjahresmeister 1. FC Nürnberg. Aufgrund des Erfolges war er mit seiner Mannschaft für die Endrunde um die Deutsche Meisterschaft qualifiziert. In der in vier Gruppen zu jeweils vier Mannschaften ausgetragenen Endrunde kam er in fünf Spielen der Gruppe D zum Einsatz. Sein Debüt im zweiten Gruppenspiel am 14. April 1935 wurde mit der 0:1-Niederlage gegen den FC Hanau 93 jedoch getrübt. Doch im Rückspiel am 12. Mai 1935, das mit 5:1 gewonnen wurde, konnte er sich mit seinem ersten Tor, dem Treffer zur 1:0-Führung in der 40. Minute, auszeichnen. Sein zweites Tor gelang ihm im letzten Gruppenspiel am 26. Mai 1935 bei der 2:3-Niederlage beim VfB Stuttgart mit dem Anschlusstreffer zum 1:2 in der 29. Minute. Der Sieg der Stuttgarter bedeutete auch den Gruppensieg und damit auch die Teilnahme am Halbfinale. Des Weiteren kam er bei der Premiere des 1935 neu eingeführten Wettbewerbs um den Tschammerpokal, dem ersten Pokalwettbewerb für Vereinsmannschaften, zum Einsatz. 1935 bestritt er die Spiele der ersten beiden Runden (5:1 beim Fuldauer SV Germania am 1. September und 2:0 beim VfR Köln 04 rrh. am 22. September) sowie das am 27. Oktober mit 2:3 verlorene Achtelfinale gegen den Freiburger FC.  
Während des Zweiten Weltkriegs kam er – stationierungsbedingt – als Kriegsgastspieler in der Saison 1941/42 für den Heider SV und während der Saison 1944/45 für die KSG Kickers/Sportfreunde Stuttgart in der nicht ausgespielten Staffel 1 der Gauliga Württemberg und für den FC Bayern München in der Gauliga München/Oberbayern zum Einsatz. Für die Bayern bestritt er drei Punktspiele, in denen er zwei Tore erzielte.
Nach dem Ende des Zweiten Weltkriegs kam er in der mit Spielbetrieb ab 4. November 1945 neu gegründeten Oberliga Süd, eine von zunächst drei, später auf fünf Staffeln erweiterten höchsten deutschen Spielklasse, in der Saison 1946/47 in zwei Punktspielen zum Einsatz.
Nachdem er dem Verein eine weitere Saison angehörte, jedoch nicht mehr in Pflichtspielen eingesetzt worden war, schloss er sich im Juli 1948 dem neu gegründeten Tuspo Fürth an, deren Spielleiter er bis 1954 war.

## Erfolge
- Oberbayerischer Meister 1945
- Gaumeister Bayern 1935

## Anmerkung
1. ↑  Nach Walter Grüber: FC Bayern München. 6389 Spiele. Herstellung und Verlag BoD – Books on Demand – ISBN 978-3-7412-0071-7 – S. 163
werden zwei Punktspiele ohne Tor erwähnt, allerdings mit dem Hinweis, dass die Statistik nicht vollständig ist.

| Personendaten    | Personendaten                        |
| ---------------- | ------------------------------------ |
| NAME             | Worst, Heinrich                      |
| KURZBESCHREIBUNG | deutscher Fußballspieler             |
| GEBURTSDATUM     | 2. Juli 1913                         |
| STERBEDATUM      | 20. Jahrhundert oder 21. Jahrhundert |